# Серафим (Кокотов)
Епископ Серафим (в миру Григорий Кириллович Кокотов; 10 января 1891, село Лаптевы Хутора, Ракитинская волость, Грайворонский уезд, Курская губерния — 3 апреля 1938) — епископ Русской православной церкви, епископ Томский.

## Биография
Окончил учительскую семинарию. В 1918—1921 годах учился на Петроградских Богословских курсах.
Служил псаломщиком в церкви села Гонтаровка Суджанского уезда Курская губерния.
21 ноября 1921 года рукоположён во диакона, а 19 марта 1922 года рукоположён во иерея.
27 марта 1926 года Пострижен в монашество с именем Серафим и рукоположён в сан иеромонаха.
После пострига по ходатайству митрополита Курского и Обоянского Назария
направлен на миссионерские труды среди инородцев Кавказа.
В 1930 году, будучи в сане архимандрита, епископ Серафим получил назначение в Петропавловский соборный храм города Тарусы и длительное время, до определения в храм второго священника, ежедневно один совершал в нём богослужения. Когда соборный храм был закрыт, о. Серафим ещё некоторое время (до своей архиерейской хиротонии) жил в Тарусе, тайно совершая требы и богослужения в домах прихожан.
17 декабря 1934 года хиротонисан во епископа Гомельского, но епархией не управлял.
С 27 мая 1935 года — епископ Томский.
Арестован 23 марта 1936 в Томске.
31 мая 1936 года уволен на покой.
13 мая 1937 года по обвинению в «контрреволюционной агитация, а/с проповеди, руководитель к/р организации ссыльного и монашествующего духовенства, помощь ссыльному духовенству»
приговорён к 5 годам ИТЛ, считая срок с 23.03.1936. Отбывал заключение в Смоленске.
3 апреля 1938 года расстрелян.